# Jordin Canada
Jordin Elizabeth Canada (ur. 17 lipca 1995 w Los Angeles) – amerykańska koszykarka występująca na pozycji rozgrywającej, reprezentantka kraju, obecnie zawodniczka Vinyl BC oraz Atlanty Dream, w WNBA.
24 maja 2018 została zawodniczką Wisły Can-Pack Kraków. 8 lutego 2022 dołączyła do Los Angeles Sparks.
1 lutego 2024 została wytransferowana do Atlanty Dream razem z dwunastym wyborem draftu (2024) w zamian za Aari McDonald i ósmy wybór draftu.

## Osiągnięcia
Stan na 14 czerwca 2025, na podstawie, o ile nie zaznaczono inaczej.

### NCAA
- Uczestniczka rozgrywek:
  - Elite 8 turnieju NCAA (2018)
  - Sweet 16 turnieju NCAA (2016–2018)
- Mistrzyni turnieju Women's National Invitation Tournament (WNIT – 2015)
- MVP:
  - turnieju WNIT (2015)
  - Riviera Division podczas turnieju Cancun Challenge (2016)
- Defensywna zawodniczka roku:
  - NCAA (2018)
  - konferencji Pac-12 (2017, 2018)
- Najlepszy pierwszoroczny zawodnik konferencji Pac-12 (2015)
- Zaliczona do:
  - I składu:
    - Pac-12 (2016–2018)
    - defensywnego konferencji Pac-12 (2016–2018)
    - WBCA All-Region 5 (2018)
    - turnieju:
      - Pac-12 (2016–2018)
      - Kansas City Regional All-NCAA (2018)
      - Bridgeport Region (2017)

    - najlepszych pierwszorocznych zawodniczek konferencji Pac-12 (2015)

  - II składu All-American (2018 przez USBWA)
  - III składu All-American (2018 przez USBWA, Associated Press, USA Today, ESPN)
  - honorable mention All-American (2016, 2017 przez Associated Press, 2018 przez WBCA)

### WNBA
- Mistrzyni WNBA (2018, 2020[6])
- Zdobywczyni pucharu WNBA Commissioner’s Cup (2021)[7]
- Zaliczona do I składu defensywnego WNBA (2019, 2023)[8]
- Liderka WNBA w przechwytach (2019, 2023)

### Inne indywidualne
(* – nagrody przyznane przez portal eurobasket.com)
- MVP WNBL (2024)
- Zaliczona do I składu:
  - WNBL (2024)
  - ligi węgierskiej (2022)*[9]
- Liderka ligi węgierskiej w przechwytach (2022 – 2,6)[9]

### Reprezentacja
- Mistrzyni:
  - Ameryki (2019)[10]
  - uniwersjady (2015)
  - turnieju U–24 Four Nations (2017)
  - Ameryki U–16 (2011)
- Zaliczona do I składu mistrzostw Ameryki (2019)